# Dozin' at the Knick
Dozin' at the Knick è un triplo album dal vivo del gruppo musicale statunitense Grateful Dead, pubblicato nel 1996.

## Tracce

### Disco 1
1. Hell in a Bucket – 6:08
2. Dupree's Diamond Blues – 5:36
3. Just a Little Light – 4:45
4. Walkin' Blues – 6:11
5. Jack-A-Roe – 4:14
6. Never Trust A Woman – 7:06
7. When I Paint My Masterpiece – 5:02
8. Row Jimmy – 10:26
9. Blow Away – 11:14

### Disco 2
1. Playing in the Band – 10:08
2. Uncle John's Band – 10:01
3. Lady with a Fan – 6:35
4. Terrapin Station – 6:45
5. Mud Love Buddy Jam – 7:53
6. Drums – 9:41
7. Space – 9:39

### Disco 3
1. Space – 1:03
2. The Wheel – 4:45
3. All Along the Watchtower – 7:45
4. Stella Blue – 8:32
5. Not Fade Away – 7:24
6. And We Bid You Goodnight – 2:21
7. Space – 1:31
8. I Will Take You Home – 4:17
9. Goin' Down the Road Feeling Bad – 6:59
10. Black Peter – 9:08
11. Around and Around – 5:57
12. Brokedown Palace – 5:20

## Formazione
- Jerry Garcia – chitarra, voce
- Bob Weir – chitarra, voce
- Phil Lesh – basso
- Brent Mydland – tastiera, voce
- Bill Kreutzmann – batteria
- Mickey Hart – percussioni